# 阿部恒
阿部 恒（あべ ひさし）は、日本の男性アニメーター、キャラクターデザイナー、アニメ監督。新潟県加茂市出身。

## 来歴
地元の高校を卒業した後、アニメーターを目指して東京都内の専門学校へ入学する。それから半年後の1982年にスタジオワールドへ入社した後、虫プロダクションや童夢を経てマッドハウスへ入社する。1990年代以降はアニメーターだけでなく演出家としても活動し、1992年にはOVA『魔物ハンター妖子2』で初めて監督を担当する。2011年には、マッドハウスでの上司だった丸山正雄と共にMAPPAへ移籍。2014年まで同社で活動した。
2012年には約20年ぶりの監督作品『古町と団五郎』シリーズを制作しているが、その制作にあたって新潟市の担当者と面談する際には同市職員と友人だったいとこを通じての照会があり、新潟県知事（当時）の泉田裕彦が中学校当時の1年先輩に当たることが判明している。

## 参加作品

### テレビアニメ
1986年
- ワンダービートS（キャラクター・メカニック設定（第16話以降））

1991年
- 機甲警察メタルジャック（演出、作画監督）

1999年
- Petshop of Horrors（キャラクターデザイン、総作画監督）

2001年
- X（作画監督）

2002年
- アクエリアンエイジ Sign for Evolution（キャラクターデザイン、作画監督）
- ちょびっツ（キャラクターデザイン、総作画監督、作画監督）

2003年
- GUNSLINGER GIRL（キャラクターデザイン、総作画監督）

2007年
- Devil May Cry（キャラクターデザイン、総作画監督）

2008年
- HELLSING（2008年 - 2009年、絵コンテ、作画監督）

2009年
- こばと。（演出、総作画監督）

2011年
- ウルヴァリン（キャラクターデザイン、総作画監督）
- エックスメン（作画監督）
- ブレイド（サブキャラクターデザイン）

2013年
- はじめの一歩 Rising（キャラクター監修、作画監督）

2014年
- 神撃のバハムート GENESIS（作画監督）

2015年
- 牙狼〈GARO〉 -炎の刻印-（第20話提供バックイラスト）
- ジョジョの奇妙な冒険 スターダストクルセイダース（作画監督）
- 六花の勇者（作画監督）
- 対魔導学園35試験小隊（総作画監督）

2016年
- SUPER LOVERS（作画監督）
- ベルセルク（メインキャラクターデザイン）

2019年
- ファンタシースターオンライン2 エピソード・オラクル（作画監督）
- PSYCHO-PASS サイコパス 3（作画監督）

2020年
- キングダム（2020年 - 2021年、第3シリーズ、キャラクターデザイン）

2021年
- 憂国のモリアーティ（作画監督）

2022年
- 幻想三國誌 -天元霊心記-（総作画監督）
- キングダム（第4シリーズ、キャラクターデザイン）

2023年
- デッドマウント・デスプレイ（キャラクターデザイン、総作画監督）

2024年
- キングダム（第5シリーズ、キャラクターデザイン）
- デート・ア・ライブV（総作画監督）
- アオのハコ（作画監督）

2025年
- ずたぼろ令嬢は姉の元婚約者に溺愛される（総作画監督）

### 劇場アニメ
1999年
- 吸血鬼ハンターD（作画監督）

2000年
- 劇場版カードキャプターさくら 封印されたカード（絵コンテ、総作画監督）

2001年
- メトロポリス（レイアウト協力）

2007年
- ハイランダー（キャラクターデザイン、総作画監督）

2013年
- 劇場版 薄桜鬼 第一章 京都乱舞（作画監督）

### OVA
1989年
- 紅い牙 ブルー・ソネット（1989年 - 1990年、作画監督）

1991年
- JINGI 仁義（キャラクターデザイン、作画監督）

1992年
- 魔物ハンター妖子2（監督、キャラクターデザイン、作画監督）
- はいすくーる仁義（キャラクターデザイン・作画監督・美術設定）

1993年
- 魔物ハンター妖子3（監督、絵コンテ、キャラクターデザイン、作画監督）
- オフサイド（監督）

1994年
- 真・孔雀王（キャラクターデザイン、作画監督）
- 天地無用! 魎皇鬼（作画監督）

1998年
- 支配者の黄昏 TWILIGHT OF THE DARK MASTER（キャラクターデザイン、作画監督）

2004年
- 炎の蜃気楼（絵コンテ）

2005年
- ラストオーダー ファイナルファンタジーVII（キャラクターデザイン）

### ゲーム
1996年
- NOëL（キャラクターデザイン、作画監督）

未発売
- パチンコセクシーリアクション3 ロマンティックフレンズ 恋のサマーバケーション（キャラクターデザイン、原画）

### その他
1997年
- Wish（1997年）アニメーションクリップキャラクターデザイン、作画監督

2012年
- 古町と団五郎シリーズ（2012年 - 2015年、監督、キャラクターデザイン）